# 索勒迪克
索勒迪克（法語：Saulx-le-Duc，法語發音：[so lə dyk]）是法国科多尔省的一个市镇，位于该省北部，属于第戎区。

## 地理
索勒迪克（47°32'22"N, 5°1'10"E）面积29.08 平方千米，位于法国勃艮第-弗朗什-孔泰大區科多尔省，该省份为法国中东部省份，北起奥布省，西接涅夫勒省和约讷省，南至索恩-卢瓦尔省，东南接汝拉省，东临上索恩省，东北部与上马恩省接壤。
与索勒迪克接壤的市镇（或旧市镇、城区）包括：阿沃朗日、维勒孔特、库尔蒂夫龙、迪耶奈、蒂耶河畔伊斯、蒂耶河畔马雷、普瓦瑟勒莱索、塔尔叙勒。

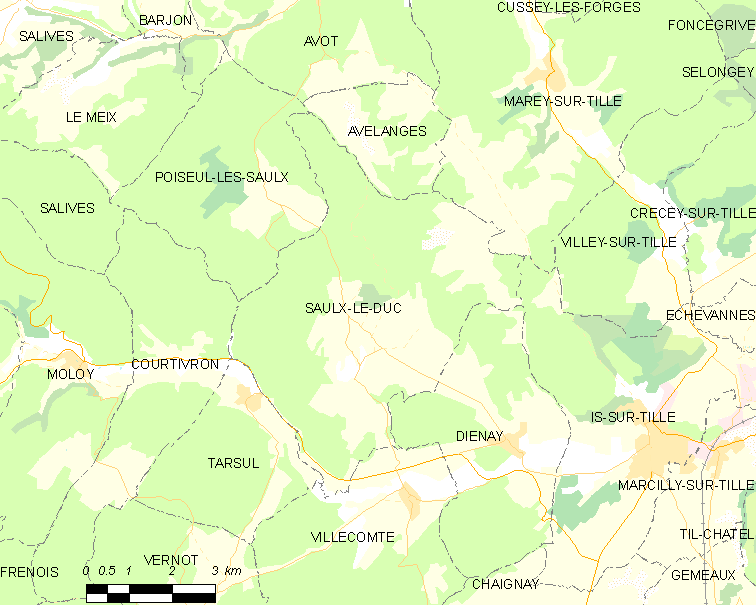
索勒迪克的OSM定位图

索勒迪克的时区为UTC+01:00、UTC+02:00（夏令时）。

## 行政
索勒迪克的邮政编码为21120，INSEE市镇编码为21587。

## 政治
索勒迪克所属的省级选区为蒂耶河畔伊斯县。

## 人口

1962-2008年间索勒迪克人口变化图示

索勒迪克于2022年1月1日时的人口数量为248人。